# Vattenverksamhet
Vattenverksamhet är en juridisk term, som i svensk lagstiftning definieras i Miljöbalkens 11:e kapitel 3:e paragraf.
Vattenverksamhet kan delas upp i fyra olika områden. Dessa fyra delar är inte alltid väl avgränsade från varandra, vilket kan verka otydligt för verksamhetsägaren, då de behandlas olika vid tillståndsprövning och dylikt. Av betydelse är också att med "verksamhet" avses också just verksamhet, det vill säga en pågående mänsklig aktivitet, "Act of Man". Sådant som bara "sker", "Act of God" omfattas inte, alltså regleras inte olycker till exempel. Här kan finnas svåra gränsdragningsfall. Ett läckande borrhål är nog ett förbiseende, men en hel svärm av grundvattenläckande stålpålar vars vatten bortleds, kan nog betraktas som ett resultat av en systematisk mänsklig och pågående aktivitet som borde ha erfordrat tillstånd, om intressen riskerade att skadas.
1. Uppförande, ändring, lagning och utrivning av dammar eller andra anläggningar i vattenområden
  - fyllning och pålning i vattenområden,
  - bortledande av vatten från vattenområden eller
  - grävning, sprängning och rensning i vattenområden samt
  - andra åtgärder i vattenområden om åtgärden syftar till att förändra vattnets djup eller läge
2. bortledande av grundvatten och utförande av anläggningar för detta
3. tillförsel av vatten för att öka grundvattenmängden samt utförande av anläggningar och åtgärder för detta
4. åtgärder som utförs för att avvattna mark, när det inte är fråga om avledande av avloppsvatten, eller som utförs för att sänka eller tappa ur ett vattenområde eller för att skydda mot vatten, när syftet med åtgärden är att varaktigt öka en fastighets lämplighet för något visst ändamål (markavvattning).

Av ovanstående om grundvatten följer att dämning i grundvatten, från till exempel en betongtunnel under grundvattenytan, uteslutningsmässigt inte är ”vattenverksamhet”, eftersom vare sig bortledning av grundvatten eller tillförsel av vatten föreligger. Dämning kan dock vara lika skadlig som markavvattning eller grundvattenbortledning, varför detta må betraktas som en juridisk lapsus.
En vattenverksamhet får bedrivas endast om dess fördelar från allmän och enskild synpunkt överväger kostnaderna samt skadorna och olägenheterna av den.

## Tillstånd
Den som vill genomföra en vattenverksamhet behöver normalt söka tillstånd eller göra en anmälan. Tillstånd behövs inte om det är uppenbart att varken allmänna eller enskilda intressen skadas. Detta undantag och hållbar argumentering härför, måste kunna visas i dokument som utförs innan verksamheten påbörjas. 
Tillstånd ska sökas hos en av de fem mark- och miljödomstolarna. En anmälan ska göras till länsstyrelsen. Sådan anmälan behövs inte om det är uppenbart att varken allmänna eller enskilda intressen skadas, och att denna hållbara argumentering har dokumenterats. En anmälningspliktig vattenverksamhet får påbörjas tidigast åtta veckor efter det att anmälan har gjorts, om inte tillsynsmyndigheten bestämmer något annat. Tillstånd behövs inte för att utföra rensningar för att bibehålla vattnets djup eller läge eller för att omedelbart återställa ett vattendrag som har vikit från sitt förra läge eller som på något annat sätt har förändrat sitt lopp. Arbeten får utföras utan föregående tillstånd, om det till följd av en skada eller för att förebygga en skada är nödvändigt att tillståndspliktiga ändrings- eller lagningsarbeten utförs genast.

## Utrivning
Tillstånd skall alltid lämnas till utrivning av en vattenanläggning i ytvatten.
Utrivning av brygga utgör - i princip - tillståndspliktig verksamhet. Upphörande av vattentäkt är också tillståndspliktigt, i det att förändringen (vattennivåhöjningen) kan innebära risk för skada. Ett föreläggande om utrivning måste riktas mot någon som har faktisk och rättslig möjlighet att uppfylla kravet.

## Skadestånd
Den som vill bedriva en vattenverksamhet som kan skada fisket är skyldig att utan ersättning vidta och för framtiden underhålla behövliga anordningar för fiskens framkomst eller fiskets bestånd och släppa fram vatten för ändamålet.
Den som äger en vattenanläggning är skyldig att underhålla den så att det inte uppkommer skada för allmänna eller enskilda intressen genom ändringar i vattenförhållandena.
- En bro uppfördes över en älv som kompensation för att vinterväg och färja inte kunde användas till följd av vattenreglering. Vattenfall förpliktades att för all framtid svara för underhållet i sin helhet trots att bron förvaltades av en samfällighetsförening.[10]